# Kota Bambu Selatan
Kota Bambu Selatan is een plaats (wijk - kelurahan) in het onderdistrict Palmerah in het bestuurlijke gebied Jakarta Barat (West-Jakarta) in de provincie Jakarta, Indonesië. Kota Bambu Selatan telt 23.202 inwoners (volkstelling 2010).